# Зульцбах-Лауфен
Зульцбах-Лауфен (нем. Sulzbach-Laufen) — община в Германии, в земле Баден-Вюртемберг. 
Подчиняется административному округу Штутгарт. Входит в состав района Швебиш-Халль.  Население составляет 2506 человек (на 31 декабря 2010 года). Занимает площадь 43,96 км².